# Władysław Ogrodziński
Władysław Ogrodziński, pseud. Stefan Sulima (ur. 2 czerwca 1918 w miejscowości Dolina koło Stanisławowa, zm. 6 lutego 2012 w Olsztynie) – polski prozaik, eseista, reportażysta, pracownik naukowy, działacz kulturalny i społeczny, w latach 1970–1983 dyrektor Muzeum Warmii i Mazur w Olsztynie. Były więzień KL-Auschwitz.

## Życiorys
Ukończył studia na Wydziale Filozoficzno-Historycznym Uniwersytetu Jagiellońskiego, studiował też na Wydziale Prawa. W latach 1940–1945 pracował jako robotnik w Zakładach „Solvay” (Kraków). W 1943 był więźniem KL Auschwitz-Birkenau. W latach 1945–1952 był pracownikiem naukowym Polskiej Akademii Umiejętności i Polskiej Akademii Nauk. Debiutował jako eseista i reportażysta w 1946 na łamach tygodnika „Odra” (Katowice) pod pseudonimem Stefan Sulima. Od 1956 przebywał w Olsztynie. W latach 1957–1960 był kierownikiem Wydziału Kultury Wojewódzkiej Rady Narodowej. W latach 1960–1962 był dyrektorem programowym SSK „Pojezierze”, zaś w latach 1965–1967 dyrektorem Biura Stowarzyszenia „Pojezierze”. W latach 1970–1983 pełnił funkcję sekretarza generalnego Ośrodka Badań Naukowych im. Wojciecha Kętrzyńskiego oraz redaktora naczelnego „Rocznika Olsztyńskiego”. W latach 1970–1983 był dyrektorem Muzeum Warmii i Mazur. Od 1984 na emeryturze. W latach 1958–1983 członek, a w latach 1982–1983 przewodniczący Wojewódzkiego Komitetu Frontu Jedności Narodu w Olsztynie.  W latach 1983–1898 był przewodniczącym Rady Wojewódzkiej PRON w Olsztynie. Członek Prezydium Tymczasowej Rady Krajowej PRON w latach 1982–1983. Członek Rady Krajowej PRON oraz Komitetu Wykonawczego Rady Krajowej w latach 1983–1989. W latach 1986–1989 był członkiem Ogólnopolskiego Komitetu Grunwaldzkiego.
W czerwcu 1981 otrzymał tytuł członka honorowego Polskiego Towarzystwa Turystyczno-Krajoznawczego.

## Życie prywatne
Jego synem jest Wojciech Ogrodziński, dziennikarz Radia Olsztyn, którego córką jest reżyserka teatralna Marta Ogrodzińska-Miłoszewska, żona pisarza Zygmunta Miłoszewskiego.

## Nagrody
- 1948 – nagroda „Odry ”za cykl reportaży Ziemia odnalezionych przeznaczeń
- 1983 – Nagroda Ministra Kultury i Sztuki II stopnia

## Odznaczenia[6]
- Krzyż Komandorski Orderu Odrodzenia Polski
- Krzyż Kawalerski Orderu Odrodzenia Polski
- Order Sztandaru Pracy II klasy
- Złoty Krzyż Zasługi
- Medal 10-lecia Polski Ludowej
- Medal 30-lecia Polski Ludowej
- Medal 40-lecia Polski Ludowej
- Odznaka „Zasłużony Działacz Kultury”
- Odznaka honorowa „Zasłużony dla Warmii i Mazur”
- Odznaka „Zasłużony Działacz Turystyki”
- Odznaka „Zasłużony Działacz Frontu Jedności Narodu”
- Srebrny Medal „Zasłużony Kulturze Gloria Artis” (2006)[7]

## Twórczość
- Bursztynowym szlakiem. Warmia i Mazury w prozie i poezji (oprac., Wydawnictwo Pojezierze (1963, 415 ss.)
- Lidzbark Warmiński
- Ignacy Pietraszewski, uczony "Warmijczyk" z Biskupca
- W cieniu samotnych wież
- Krajobraz z tarniną
- Proporzec z białym barankiem
- Po święcie Rozesłania (Wydawnictwo Pojezierze, Olsztyn 1986)
- Nad jeziorem
- Siłę słuszności mamy
- Przypomniane piórem
- Ulica zwana Bystrą
- Za gwiazdą betlejemską
- Ziemia odnalezionych przeznaczeń
- Gietrzwałd. Zapomniane sanktuarium na Ziemiach Odzyskanych
- Miecze jak pochodnie. Grunwald w publicystyce i literaturze
- Szkice warmińskie
- Pieśni ludu znad górnej Drwęcy w parafiach Ostródzkiej i Kraplewskiej... – opracowanie cz. 1 i 2
- Tropem odnalezionych przeznaczeń
- Piękna Nieznajoma
- Ta chwila olśnienia
- Pochwała Lidzbarka